# فلانی
فلانی، فلان شخص در زبان فارسی اصطلاحی است برای اشاره به شخصی که قرار نیست نامش برده شود یا اینکه مهم نیست نامش آورده شود. به عنوان مثال می‌گویند فلان شخص این موضوع را مطرح کرد. اگر نفر دومی با همین شرایط مورد اشاره قرار گیرد این بار، بَهْمانی  یا بهمان شخص نامیده می‌شود یا هر کس می‌خواهد بگوید فلان یا بهمان.
در زبان‌های دیگر اصطلاحات دیگری استفاده می‌شود مثلا در زبان پرتغالی می گویند (به پرتغالی: Fulano) و در فرانسوی نیز از عبارت (به فرانسوی: Homme_de_la_rue) استفاده می‌کنند.
در زبان انگلیسی جان دو (به انگلیسی: John Doe) یا جان رو (به انگلیسی: John Roe) برای مردان و جین دو (به انگلیسی: Jane Doe) و جین رو (به انگلیسی: Jane Roe) برای زنان، نامی است که در دادگاه‌های رسمی و روزنامه‌ها برای اشاره به اشخاصی که قرار نیست نامشان منتشر گردد، مورد استفاده قرار می گیرد.  کاربرد این نام در کشور آمریکا و کانادا می‌باشد. در بریتانیا، نیوزیلند و استرالیا از نام Joe Bloggs و در هند Ashok Kumar استفاده می شود.
در زبان عربی و حتی زبان فارسی از اسامی زید و عمرو استفاده می گردد.